# 1996-os olaszországi parlamenti választások
| Koalíciós listavezető    | Romano Prodi                              | Silvio Berlusconi                         | Umberto Bossi                             |
| ------------------------ | ----------------------------------------- | ----------------------------------------- | ----------------------------------------- |
| Párt neve                | Olajfa                                    | Szabadság Pólusa                          | Északi Liga                               |
| Választási koalíció      | Balközép koalíció                         | Jobbközép koalíció                        | Nincs koalíció                            |
| Szavazatok száma         | 16,924,099 45.4%                          | 15,095,436 43.2%                          | 3,776,354 10.1%                           |
| Mandátumok               | Képviselőház:322 / 630 Szenátus:169 / 315 | Képviselőház:246 / 630 Szenátus:116 / 315 | Képviselőház: 59 / 630 Szenátus: 27 / 315 |
| Változás %               | Új koalíció                               | 0,77                                      | -                                         |
| Változás a mandátumokban | Új koalíció                               | 120                                       | -                                         |

Az 1996-os olaszországi parlamenti választásokat – amikor az alsóházi Képviselőház és a felsőházi Szenátus képviselőit választják – 1996. április 21-én tartották. Az Olasz Köztársaság történetében ez volt a második előrehozott választás.

## Választási rendszer
Ezt a választást az 1993-as népszavazás után életbe lépett Sergio Mattarellaról elnevezett "Mattarellum" törvény alapján tartottak. Ez egy vegyes választási rendszert hozott: a parlament mindkét házában levő mandátumainak 75%-át választókerületi listás, a fennmaradó 25%-ot pedig kompenzációs-arányos lista alapján osztották ki.
A kompenzációs-arányos szavazásnál eltérő szabályok vonatkoztak a két házra: az alsóház esetén 4%-os lett a belépési küszöb és csak azt ezt teljesítő pártoknak osztották ki a fennmaradó mandátumokat. A felsőházban ahova a tartományok képviseletében kerültek be a szenátorok, 83 mandátumot osztottak ki. Összegezték azon vesztes egyéni-jelöltekre leadott szavazatokat, akik egy regionális választási szövetségben voltak. A mandátumokat az így kapott arányok felfelé kerekítésével D’Hondt-módszernek megfelelően osztották ki.
Ez a szavazás a nagy pártoknak kedvezett. A választókerületi listákkal 475 mandátumot osztottak ki az alsóházban, a felsőházban 232 szenátori mandátumot. Ezt a 75%-ot a többségi választási rendszer értelmében osztották ki: adott választókerületben az a jelölt lett képviselő, aki relatív többséget szerzett.

## Választókerületek

### Képviselőház

A Camera dei Deputati mandátumai a XIII parlamenti ciklusban.

1. Piemonte 1 (Torino);
2. Piemonte 2 (Cuneo, Alessandria, Asti, Novara, Vercelli, Biella e Verbano-Cusio-Ossola);
3. Lombardia 1 (Milánó);
4. Lombardia 2 (Bergamo, Brescia, Como, Sondrio, Varese e Lecco);
5. Lombardia 3 (Pavia, Lodi, Cremona e Mantova);
6. Trentino-Alto Adige;
7. Veneto 1 (Padova, Verona, Vicenza e Rovigo);
8. Veneto 2 (Velence, Treviso e Belluno);
9. Friuli-Venezia Giulia;
10. Liguria;
11. Emilia-Romagna;
12. Toszkána;
13. Umbria;
14. Marche;
15. Lazio 1 (Róma);
16. Lazio 2 (Latina, Frosinone, Viterbo e Rieti);
17. Abruzzo;
18. Molise;
19. Campania 1 (Nápoly);
20. Campania 2 (Avellino, Benevento, Caserta e Salerno);
21. Puglia;
22. Basilicata;
23. Calabria;
24. Szicília 1 (Palermo, Agrigento, Caltanissetta e Trapani);
25. Szicília 2 (Catania, Messina, Enna, Ragusa e Siracusa);
26. Szardínia;
27. Valle d'Aosta

### Szenátus

A Senato della Repubblica mandátumainak összetétele a XIII parlamenti ciklusban.

1. Piemonte;
2. Valle D'Aosta;
3. Lombardia;
4. Trentino-Alto Adige;
5. Veneto;
6. Friuli-Venezia Giulia;
7. Liguria;
8. Emilia-Romagna;
9. Toszkána;
10. Umbria;
11. Marche;
12. Lazio;
13. Abruzzo;
14. Molise;
15. Campania;
16. Puglia;
17. Basilicata;
18. Calabria;
19. Szicília;
20. Szardínia.

## Választási koalíciók
| Koalíciós lista neve | Elhelyezkedés   | Ideológiák | Vezető            |
| --- | --------------- | --- | ----------------- |
| Olajfa A koalíció tagjai: Baloldali Demokratikus Párt (PDS), Népiek Prodiért (Olasz Néppárt, Olasz Republikánus Párt, Demokrata Unió, Südtiroler Volkspartei, Liberálisok Szövetsége), Dini Listája, Segni Paktuma) A koalíció Kommunista Újjászerveződés Pártjával is együttműködött. | Balközép        | szociáldemokrácia, keresztényszocializmus, ökoszocializmus, progresszivizmus, szocializmus, ökologizmus, kommunizmus, eurokommunizmus, neomarxizmus, antifasizmus, demokratikus szocializmus, antiliberliamuzs, korrupcióellenesség, laikizmus | Romano Prodi      |
| Szabadság Pólusa A koalíció tagjai: Forza Italia, Nemzeti Szövetség, Kereszténydemokrata Centrum, Egyesült Kereszténydemokraták | Jobbközép       | liberalizmus, kereszténydemokrácia, konzervativizmus, nemzeti konzervativizmus, liberális konzervativizmus, jobboldali populizmus, nacionalizmus, antikommunizmus, antisztálinizmus                                                            | Silvio Berlusconi |
| Északi Liga | Jobboldal       | regionalizmus, föderalizmus, autonómia | Umberto Bossi     |
| Háromszínű Láng Szociális Mozgalom | Szélsőjobboldal | szociálkonzervativizmus, nemzeti konzervativizmus, poszt-fasizmus | Pino Rauti        |
| Pannella-Sgarbi Listája | Balközép        | radikalizmus, liberalizmus, libertarianizmus | Marco Pannella    |

## Eredmények

### Képviselőház

#### Többségi szavazatok
|                              | Összesen (fő) | Százalékosarány (%) | Százalékosarány (%)                           |
| ---------------------------- | ------------- | ------------------- | --------------------------------------------- |
| Választásra jogosultak száma | 48.846.238    |                     |                                               |
| Szavazatok száma             | 40.496.438    | 82,91               | (választásra jogosultak számához viszonyítva) |
| Érvényes szavazatok          | 37.295.109    | 92,10               | (szavazók számához viszonyítva)               |
| Érvénytelen szavazatok       | 3.201.329     | 7,90                | (szavazók számához viszonyítva)               |
| Üresen hagyott szavazólapok  | 1.432.888     | 3,53                | (szavazók számához viszonyítva)               |

| Lista    | Lista                                                   | Szavazatok (%) | Szavazatok száma | Mandátumok | Különbség előző választásokhoz képest (%) | /       |
| -------- | ------------------------------------------------------- | -------------- | ---------------- | ---------- | ----------------------------------------- | ------- |
|          | Szabadság Pólusa (PpL)                                  | 40,09          | 15.027.030       | 169        | 3,43                                      | 24      |
|          | Olajfa                                                  | 38,54          | 14.447.548       | 228        | -                                         | -       |
|          | Északi Liga (LN)                                        | 10,77          | 4.038.239        | 39         | -                                         | -       |
|          | Olajfa – Autonóm Veneto Ligája (Ulivo – LAV)            | 2,66           | 997.534          | 14         | -                                         | -       |
|          | Progresszívak                                           | 2,62           | 982.505          | 15         | -                                         | -       |
|          | Háromszínű Láng Szociális Mozgalom (MS-FT)              | 1,67           | 624.558          | 0          | -                                         | -       |
|          | Olajfa – Szárd Akció Párt (Ulivo – PSdAz)               | 0,72           | 269.047          | 4          | -                                         | -       |
|          | Südtiroler Volkspartei (SVP)                            | 0,42           | 156.708          | 3          | 0,07                                      | Állandó |
|          | Déli Akció Ligája (LAM)                                 | 0,22           | 82.373           | 1          | 0,09                                      | Állandó |
|          | Pannella-Sgarbi Listája (LPS)                           | 0,19           | 69.406           | 0          | 0,93                                      | Állandó |
|          | Mani Pulite (MP)                                        | 0,18           | 68.443           | 0          | -                                         | -       |
|          | Olasz Szocialista Párt (PS)                             | 0,12           | 44.786           | 0          | 0,24                                      | Állandó |
|          | Szárd Nemzet (SN)                                       | 0,11           | 42.246           | 0          | -                                         | -       |
|          | Vallée d'Aoste – Autonomie Progrès Fédéralisme (VA-APF) | 0,10           | 37.431           | 1          | 0,01                                      | Állandó |
|          | Democrazia e Libertà (DL)                               | 0,09           | 33.326           | 1          | -                                         | -       |
|          | Más pártok                                              | 1,50           | 373.929          | 0          | -                                         | -       |
| Összesen | Összesen                                                | 100,00         | 37.295.109       | 475        |                                           |         |

#### Kompenzációs listás szavazatok
|                              | Összesen (fő) | Százalékarányos (%) | Százalékarányos (%)                           |
| ---------------------------- | ------------- | ------------------- | --------------------------------------------- |
| Választásra jogosultak száma | 48.744.846    |                     |                                               |
| Szavazatok száma             | 40.401.774    | 82,88               | (választásra jogosultak számához viszonyítva) |
| Érvenyes szavazatok          | 37.484.398    | 92,78               | (szavazatok számához viszonyítva)             |
| Érvénytelen szavazatok       | 2.917.376     | 7,22                | (szavazatok számához viszonyítva)             |
| Üresen hagyott szavazólapok  | 1.241.498     | 3,07                | (szavazatok számához viszonyítva)             |

| Lista    | Lista                                                                   | Szavazatok (%) | Szavazatok száma | Mandátumok száma | Különbség az előző választásokhoz képest (%) | /       |
| -------- | ----------------------------------------------------------------------- | -------------- | ---------------- | ---------------- | -------------------------------------------- | ------- |
|          | Baloldali Demokratikus Párt (PDS)                                       | 21,06          | 7.894.118        | 26               | 0,70                                         | 12      |
|          | Forza Italia (FI)                                                       | 20,57          | 7.712.149        | 37               | 0,44                                         | 7       |
|          | Nemzeti Szövetség (AN)                                                  | 15,66          | 5.870.491        | 28               | 2,19                                         | 5       |
|          | Északi Liga (LN)                                                        | 10,07          | 3.776.354        | 20               | 1,71                                         | 9       |
|          | Kommunista Újjászerveződés Pártja (PRC)                                 | 8,57           | 3.213.748        | 20               | 2,52                                         | 9       |
|          | Népiek Prodiért (PPI-SVP-PRI-UD)                                        | 6,81           | 2.554.072        | 4                | -                                            | -       |
|          | Kereszténydemokrata Centrum – Egyesült Kereszténydemokraták (CCD – CDU) | 5,84           | 2.189.563        | 12               | -                                            | -       |
|          | Dini Listája (LD-RI)                                                    | 4,34           | 1.627.380        | 8                | -                                            | -       |
|          | Zöldek Szövetsége (FdV)                                                 | 2,50           | 938.665          | 0                | 0,20                                         | Állandó |
|          | Pannella-Sgarbi Listája (LPS)                                           | 1,88           | 702.988          | 0                | 1,63                                         | Állandó |
|          | Háromszínű Láng Szociális Mozgalom (MS-FT)                              | 0,91           | 339.351          | 0                | -                                            | -       |
|          | Olasz Szocialista Párt (PS)                                             | 0,40           | 149.441          | 0                | 0,06                                         | Állandó |
|          | Déli Akció Liga (LAM)                                                   | 0,19           | 72.062           | 0                | 0,04                                         | Állandó |
|          | Északkeleti Unió (UNE)                                                  | 0,17           | 63.934           | 0                | -                                            | -       |
|          | Union für Südtirol (UfS)                                                | 0,15           | 55.548           | 0                | -                                            | -       |
|          | Tiszta Kezek (MP)                                                       | 0,12           | 44.935           | 0                | -                                            | -       |
|          | Mi Szicíliaiak – Szicíliai Nemzeti Front (NS – FNS)                     | 0,11           | 41.001           | 0                | -                                            | -       |
|          | Szárd Akció Párt (PSdAz)                                                | 0,10           | 38.002           | 0                | -                                            | -       |
|          | Egyéb pártok                                                            | 0,47           | 200.596          | 0                | -                                            | -       |
| Összesen | Összesen                                                                | 100,00         | 37.484.398       | 155              |                                              |         |

### Szenátus
|                              | Összesen (fő) | Százalékos arány (%) | Százalékos arány (%)                          |
| ---------------------------- | ------------- | -------------------- | --------------------------------------------- |
| Választásra jogosultak száma | 42.889.825    |                      |                                               |
| Szavazók száma               | 35.260.803    | 82,21                | (Választásra jogosultak számához viszonyítva) |
| Érvényes szavazatok          | 32.624.584    | 92,52                | (szavazók számához viszonyítva)               |
| Érvénytelen szavazatok       | 2.636.219     | 7,48                 | (szavazók számához viszonyítva)               |
| Üresen hagyott szavazólapok  | 1.276.018     | 3,62                 | (szavazók számához viszonyítva)               |

| Lista    | Lista                                                   | Szavazatok (%) | Szavazatok száma | Mandátumok száma | Különbség az előző választásokhoz képest (%) | /       |
| -------- | ------------------------------------------------------- | -------------- | ---------------- | ---------------- | -------------------------------------------- | ------- |
|          | Olajfa                                                  | 39,89          | 13.013.276       | 152              | -                                            | -       |
|          | Szabadság Pólusa (PpL)                                  | 37,35          | 12.185.020       | 116              | 13,74                                        | 30      |
|          | Északi Liga (LN)                                        | 10,41          | 3.394.733        | 27               | -                                            | -       |
|          | Progresszívak                                           | 2,87           | 934.974          | 10               | -                                            | -       |
|          | Háromszínű Láng Szociális Mozgalom (MS-FT)              | 2,29           | 747.487          | 1                | -                                            | -       |
|          | Pannella-Sgarbi Listája (LPS)                           | 1,56           | 509.826          | 1                | 0,76                                         | Állandó |
|          | Olajfa – Szárd Akció Párt (Ulivo – PSdAz)               | 1,29           | 421.331          | 5                | -                                            | -       |
|          | Olasz Szocialista Párt (PS)                             | 0,88           | 286.426          | 0                | 0,68                                         | Állandó |
|          | Fenyő – SVP – PATT                                      | 0,55           | 178.425          | 2                | -                                            | -       |
|          | Tiszta Kezek (MP)                                       | 0,33           | 109.113          | 0                | -                                            | -       |
|          | Liga az Autonómiáért – Lombárd Szövetség                | 0,33           | 106.313          | 0                | -                                            | -       |
|          | Északkeleti Unió (UNE)                                  | 0,22           | 72.541           | 0                | -                                            | -       |
|          | Mi Szicíliaiak – Szicíliai Nemzeti Front (NS – FNS)     | 0,22           | 71.841           | 0                | -                                            | -       |
|          | Déli Akció Ligája (LAM)                                 | 0,20           | 66.750           | 0                | -                                            | -       |
|          | Zöldek (VV)                                             | 0,19           | 61.434           | 0                | 0,02                                         | Állandó |
|          | Nyugdíjasok Pártja (PP)                                 | 0,19           | 60.640           | 0                | -                                            | -       |
|          | Szociáldemokrácia (DS)                                  | 0,18           | 60.016           | 0                | -                                            | -       |
|          | Szárd Nemzet (SN)                                       | 0,14           | 44.713           | 0                | -                                            | -       |
|          | Vallée d'Aoste – Autonomie Progrès Fédéralisme (VA-APF) | 0,10           | 29.538           | 1                | 0,02                                         | Állandó |
|          | Más pártok                                              | 0,81           | 270.188          | 0                | -                                            | -       |
| Összesen | Összesen                                                | 100,00         | 32.624.584       | 315              |                                              |         |

## Mandátumok

### Képviselőház
| Lista    | Lista | Mandátumok száma          |
| -------- | --- | ------------------------- |
|          | Olajfa Baloldali Demokratikus Párt Kommunista Újjászerveződés Pártja Progresszívek Olajfa – Venetoi Autonómiai Liga Dini Listája Olajfa – Szárd Akció Párt Népiek Prodiért Déltiroli Néppárt Teljes Olajfa | 228 26 20 15 14 8 4 3 322 |
|          | Szabadság Pólusa Forza Italia Nemzeti Szövetség Kereszténydemokrata Centrum – Egyesült Kereszténydemokraták Teljes Szabadság Pólusa                                                                        | 169 37 28 12 246          |
|          | Északi Liga | 59                        |
|          | Déli Akció Párt | 1                         |
|          | Demokrácia a Szabadság | 1                         |
|          | Vallée d'Aoste – Autonomie Progrès Fédéralisme | 1                         |
| Összesen | Összesen | 630                       |

### Szenátus
| Lista    | Lista                                                                           | Mandátumok száma |
| -------- | ------------------------------------------------------------------------------- | ---------------- |
|          | Olajfa' Progresszívak Olajfa – Szárd Akció Párt Déltiroli Néppárt Teljes Olajfa | 152 10 5 2 169   |
|          | Szabadság Pólusa                                                                | 116              |
|          | Északi Liga                                                                     | 27               |
|          | Pannella-Sgarbi Listája                                                         | 1                |
|          | Háromszínű Láng Szociális Mozgalom                                              | 1                |
|          | Vallée d'Aoste – Autonomie Progrès Fédéralisme                                  | 1                |
| Összesen | Összesen                                                                        | 315              |

## Területi eredmények

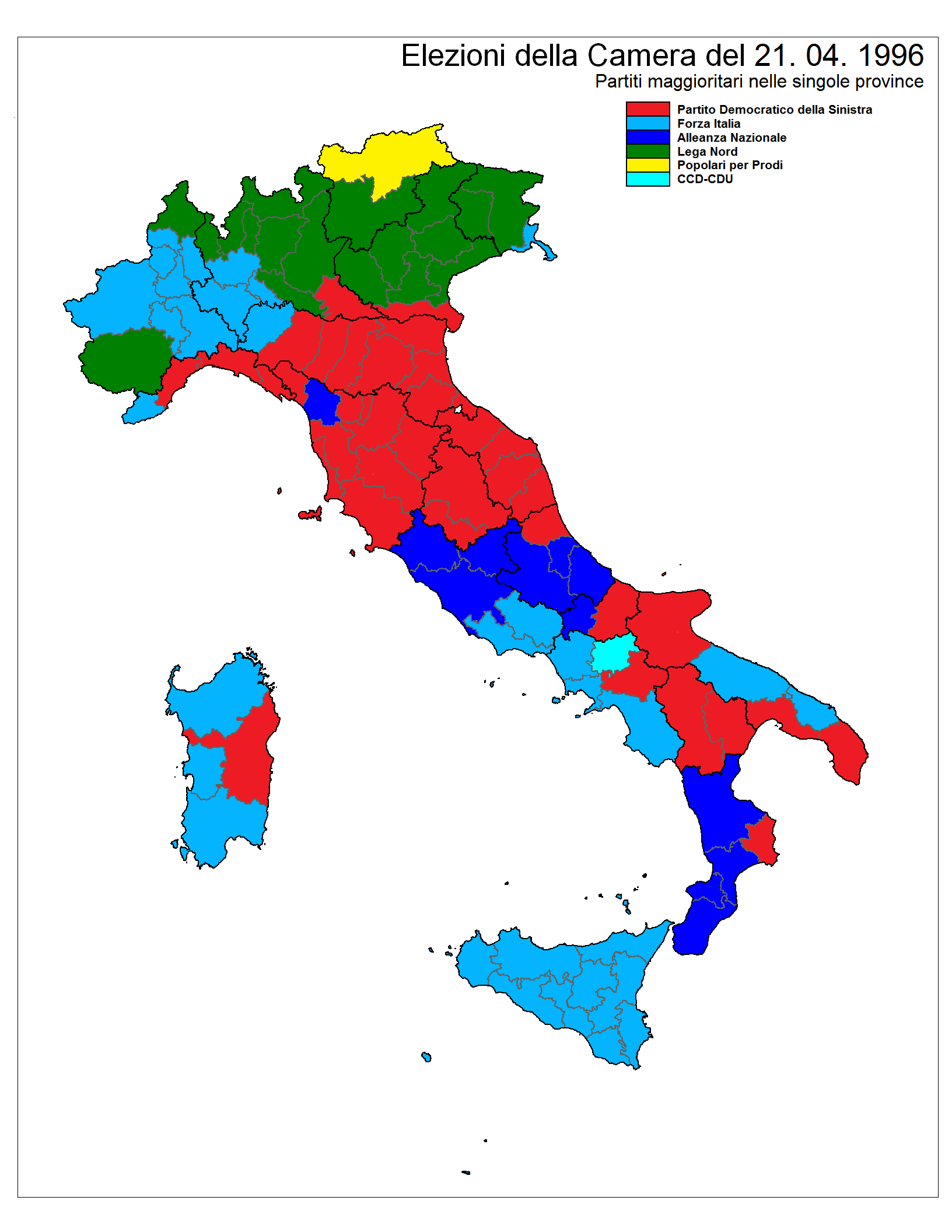
Nagy pártok eredményei az egyéni választókerületekben a Camera dei Deputati mandátumaira.

A Romano Prodi vezette Olajfa koalíció győzelmet aratott Basilicataban, Emilia-Romagnaban (kivéve Piacenza megyét), Liguriaban (kivéve Imperia megyét), Pugliaban (kivéve Bari és Brindisi megyében), Toszkánában (kivéve Lucca megyét) Marcheben és Umbriaban.
Megyei szinten Teramo (Abruzzo), Crotone (Calabria), Avellino (Campania), Mantova (Lombardia), Campobasso (Molise), Nuoro (Szardínia) és Rovigo megyében (Veneto) aratott győzelmet a balközép koalíció.
Az Olajfa-koalíció külső támogatója az Kommunista Újraalapítás Pártja története legjobb eredményét érte el: Toszkánában 12, Lazio, Piemont és Calabria régiókban 10%-ot ért el.
A Silvio Berlusconi vezette jobbközép Szabadság Pólusa meghódította Abruzzo (kivéve Teramo megye), Calabria (kivéve Crotone megye), Lazio , Piemonte ( kivéve Cuneo és Verbania megyéket), Szardínia (kivéve Nuoro megye) és Szicília tartományokat.
Megyei szinten Piacenza (Emilia-Romagna), Trieszt (Friuli-Venezia Giulia), Imperia (Liguria), Lodi, Milánó, Pavia (Lombardia), Isernia (Molise), Bari és Brindisi (Puglia) valamint Lucca megyében (Toszkána) győzött.  A szövetségen belül a Nemzeti Szövetség legjobb eredményt Lazióban 28.9 illetve Calabriában 23.4%-kal érte el.
Az Umberto Bossi vezette Északi Liga Friuli-Venezia Giulia (kivéve Trieszt megye), Veneto (kivéve Rovigo megye) és Lombardia (kivéve Pavia, Mantova, Lodi és Milánó megyéket) tartományban aratott győzelmet. Megyei szinten Cuneo és Verbania megyék (Piemonte) és Trento autonóm megyét (Trentino Alto Adige).